# Knickpyramide
Die altägyptische Knickpyramide ist die südliche der beiden großen Pyramiden in Dahschur und unterscheidet sich wegen ihrer durch Bauprobleme verursachten einzigartigen Form von allen anderen ägyptischen Pyramiden.
Sie wurde um 2650 v. Chr. unter Pharao Snofru, dem ersten König der 4. Dynastie, erbaut. Diese Pyramide ist das erste Bauwerk, das von Grund auf als echte Pyramide geplant wurde, obwohl Snofru bereits bei der Meidum-Pyramide mit dem Bau eines Grabmals in Form einer Stufenpyramide beschäftigt war. Sie ist die viertgrößte ägyptische Pyramide. Im Gegensatz zu allen anderen Pyramiden ist die Außenverkleidung hier zu großen Teilen erhalten. Wahrscheinlich wurde diese Pyramide nicht zur Bestattung genutzt, sondern diente nur als Kenotaph oder Kultstätte, da mit der Roten Pyramide eine weitere, echte Pyramide als Grabmal für Snofru errichtet wurde.
Im Juli 2019 wurde die Knickpyramide erstmals seit 1965 wieder der Öffentlichkeit zugänglich gemacht.

## Erforschung

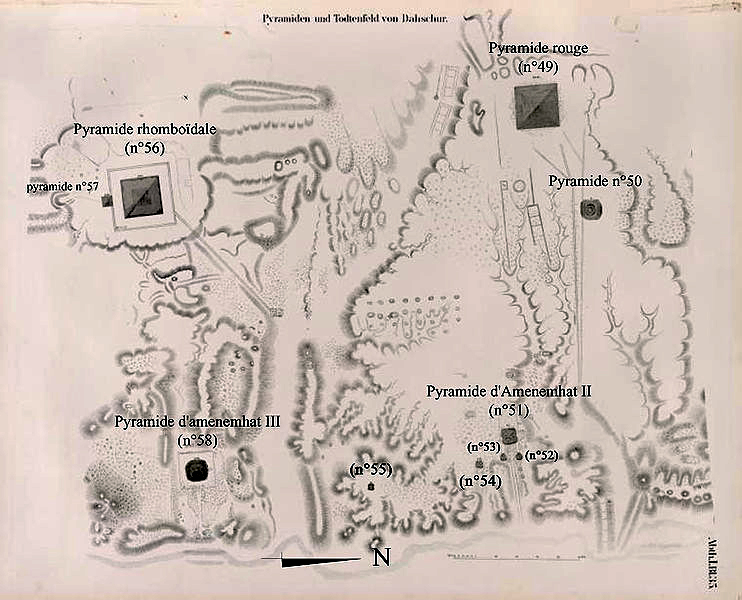
Lageplan des Pyramidenfeldes von Dahschur auf der Karte von Lepsius (Norden ist rechts!)

Bereits im 17. Jahrhundert beschrieben europäische Ägyptenreisende wie Robert Huntington, Richard Melton und Richard Pococke die außergewöhnlich geformte Pyramide in ihren Reiseberichten. Der Pyramidenkomplex wurde erstmals systematisch durch John Shae Perring im September 1839 untersucht. Ebenso befassten sich im 19. Jahrhundert Karl Richard Lepsius und im frühen 20. Jahrhundert Flinders Petrie mit dem Bauwerk. Nach 1945 führten Abdel Salam Hussains und Alexandre Viarilles Forschungen durch, jedoch blieb die Dokumentation nicht erhalten. Eine grundlegende Untersuchung fand erst Anfang der 1950er Jahre unter Ahmed Fakhry statt. Später folgten Forschungen von Vito Maragioglio und Celeste Rinaldi, Josef Dorner und durch das Deutsche Archäologische Institut Kairo unter Leitung von Rainer Stadelmann um 1980.

## Bauumstände
Die Knickpyramide wurde von König Snofru im 15. Jahr seiner Regierung als ein zweites Grabmal nach der Fertigstellung seiner Stufenpyramide in Meidum begonnen. Als Standort wählte er eine neue Nekropole beim heutigen Ort Dahschur aus. Der Grund, warum er mit dem Bau einer zweiten Pyramide begann, ist nicht bekannt, hat aber möglicherweise mit der Verlegung der Hauptstadt zu tun. Das neue Bauwerk war die erste Pyramide, die von Anfang an als echte Pyramide geplant war, auch wenn es aufgrund von Bauproblemen nicht als solche fertiggestellt werden konnte.

## Die Pyramide
Der Standort des Bauwerks mit dem Namen Erscheinung des Snofru – Südpyramide ist ein Wüstenplateau, dessen Untergrund aus relativ weichen Tonschieferplatten besteht. Die Pyramide wurde in der bis dahin unbenutzten Gegend aus grob behauenen Blöcken erbaut, gebrochen aus dem örtlich vorkommenden Kalkstein. Lücken im Mauerwerk waren mit Geröll und Schutt und zum Teil auch mit Gipsmörtel verfüllt.

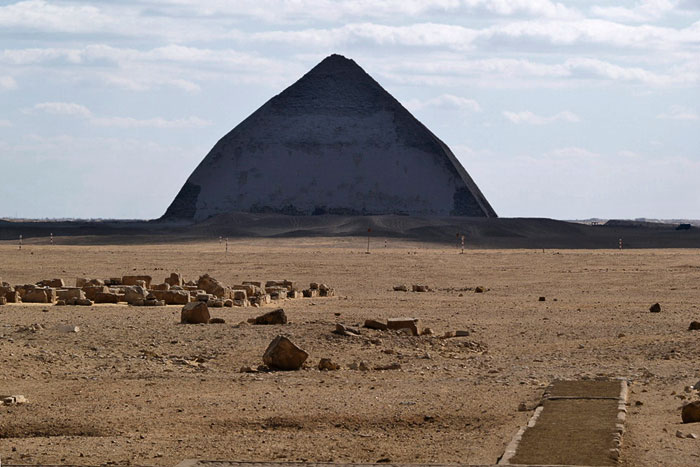
Knickpyramide des Snofru

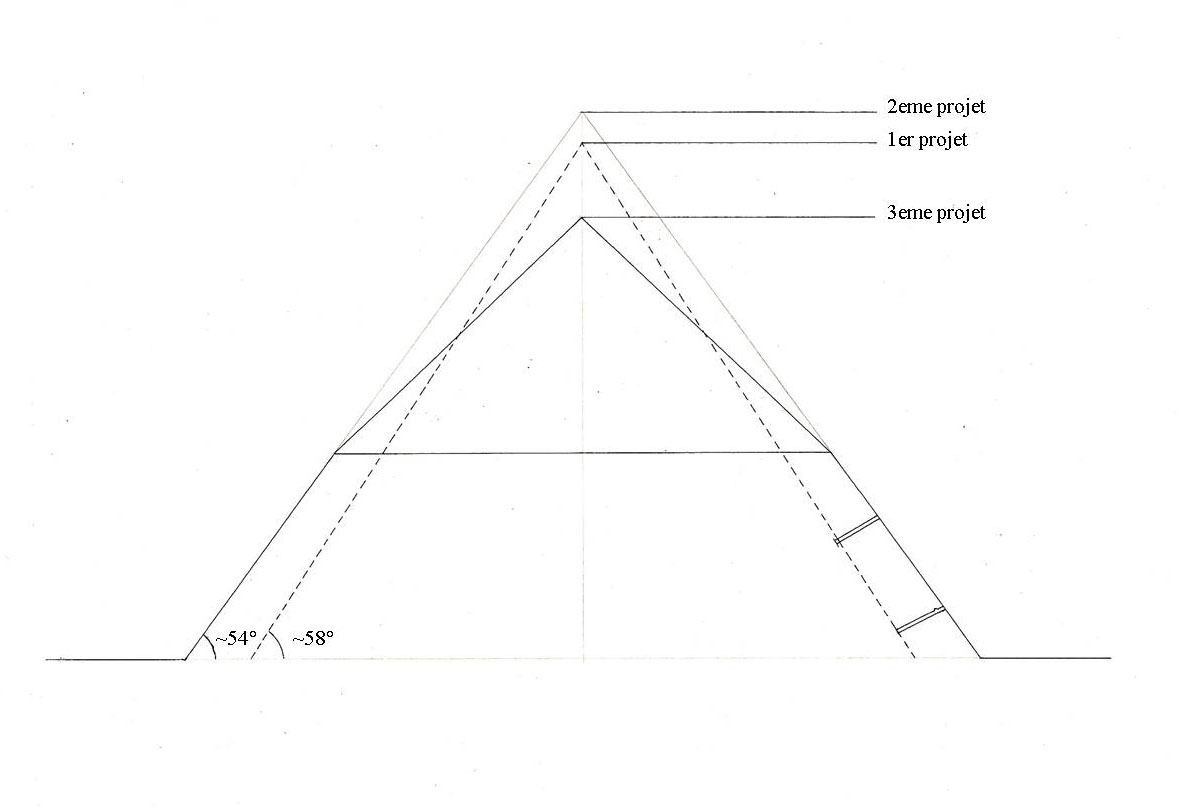
Bauphasen der Knickpyramide

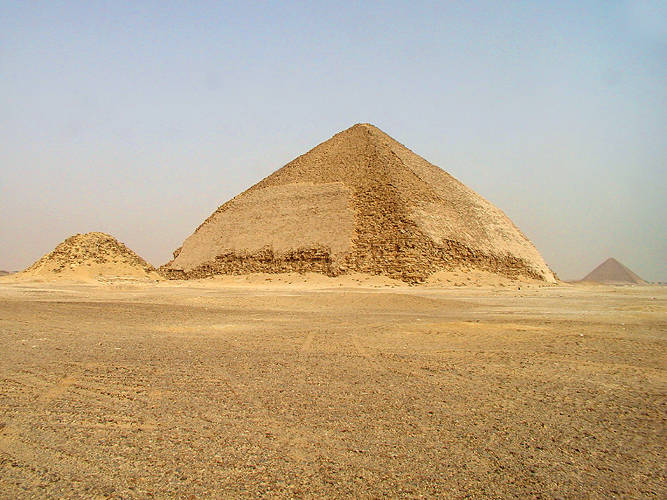
Knickpyramide mit Nebenpyramide (links) – im Hintergrund die zwei Kilometer entfernte Rote Pyramide (rechts)

### Erste Bauphase
In der ersten Bauphase war eine steile Pyramide von 157 m Basislänge und einem Neigungswinkel von ungefähr 58° (möglicherweise sogar 60°) geplant. Wäre die Pyramide in dieser Form vollendet worden, hätte sie eine Höhe von etwa 125 m erreicht. Die Pyramide wurde in dieser Form in der bis dato in den Stufenpyramiden bewährten Technik der geneigten Schichten errichtet. Während diese Technik bei den Stufenpyramiden, bei denen die Substruktur unter der Pyramide lag, eine Verbesserung der Stabilität bewirkte, so führte sie bei dieser Pyramide zu massiven Problemen, da die schrägen Lagen den Druck auf das Pyramideninnere erhöhten und bei den im Pyramidenkorpus liegenden Kammern und Gängen zu Stabilitätsproblemen, Rissen und gar Einsturzgefahr führten. Das Bauwerk wurde in dieser Phase vermutlich nur bis zur Hälfte hochgemauert, als die Stabilitätsprobleme evident wurden. Diese erste Bauphase ist aufgrund des guten Gesamterhaltungsgrads der Pyramide nur indirekt durch Versatzstellen etwa 12,70 m vom Eingang im unteren  absteigenden Gang und bei etwa 11,60 m im oberen absteigenden Gang nachweisbar.

### Zweite Bauphase
Zur Verbesserung der Stabilität reduzierten die Baumeister den Neigungswinkel auf 54°. Dafür wurde ein etwa 15,70 m breiter Gürtel um die Pyramide der ersten Bauphase errichtet. Damit wuchs die Basislänge auf 188 m. Auch hier wurde wieder mit geneigten Mauerschichten gearbeitet. Wäre der Böschungswinkel von 54° eingehalten worden, hätte sie eine Höhe von 129,4 m und ein Volumen von etwa 1.524.000 Kubikmeter erreicht. Die Knickpyramide wäre damit die dritthöchste Pyramide der Welt, würde aber mit dem Volumen immer noch hinter der Roten Pyramide (1.694.000 Kubikmeter) liegen, sodass sie auch dann nur die viertgrößte Pyramide Ägyptens wäre. Da sich die Bauprobleme durch die Maßnahmen jedoch nicht lösen ließen, wurde der Bau bei einer Höhe von 49 m abgebrochen. Das Mauerwerk dieser Phase ist mit feinem Tura-Kalkstein verkleidet.

### Dritte Bauphase
In der dritten Bauphase wurde der Winkel auf 43° reduziert und das Mauerwerk wurde, ebenso wie in der Roten Pyramide, in horizontalen Schichten verlegt, was zu einer Druckentlastung im Inneren führte. Dadurch entstand der einzigartige Knick, der sich bei keiner anderen Pyramide wiederfindet. Durch den geringeren Neigungswinkel des oberen Teils reduzierte sich die Gesamthöhe auf 105 m. Das Gesamtvolumen betrug 1.440.808 Kubikmeter. Auch der obere Bereich hat eine Verkleidung aus feinem Tura-Kalkstein. Allerdings ist ein Zusammenhang zwischen der Neigungsänderung, die zum Knick führte, zu den beobachteten Baumängeln hypothetisch. Dass eine Reduktion des Gewichts bei einem Bauwerk, das aus nahezu geschlossener Masse besteht, ein relevantes Kriterium gewesen sein soll, ist eher zweifelhaft. Auch die frühe Abkehr von den anfangs anvisierten 60° Neigung spricht eher dafür, dass geometrische Aspekte bei den Änderungen im Gefälle den Ausschlag gaben. Geht man von bis zu 10° geneigten Baurampen in Tangentialbauweise als der einfachsten Rampenform aus, wurde bei zunehmender Höhe die Kantenlänge geringer, es wurde also zunehmend schwieriger, das Gefälle niedrig zu halten. Dies konnte durch Reduktion der Rampenbreite auf etwa 3 m, was ausreichend für paarige Zugmannschaften war, zwar aufgefangen werden, aber selbst für solch schmale Rampen fehlte bei größerem Gefälle aus geometrischen Gründen der Platz. Modelle und Berechnungen solcher abstrakten Fälle waren aber nicht möglich. Daher muss den Bauleitern auf halber Höhe klar geworden sein, dass ein Beibehalten des Gefälles durch Rampenbauwerke nicht zu beliefern wäre. Tatsächlich hatten alle vollendeten Pyramiden (zunächst die Rote, dann die Cheops-Pyramide) das Maximalgefälle von 43° nie mehr überschritten.

### Bauprobleme
Die Pyramide wurde auf einem weichen Tonschieferuntergrund errichtet, nicht wie die meisten anderen auf einem festen Felsuntergrund. Dies geschah vermutlich, um die Arbeiten an der Substruktur zu erleichtern, da der Tonschiefer einfacher auszuhauen war. Allerdings bot der Untergrund nur ungenügend Halt für die Steinmassen der Pyramide, und es kam zu Absenkungen, die sich durch Risse im Mauerwerk der Pyramide und im Speziellen der Gänge und Kammern zeigten. Kombiniert mit den Problemen, die das nach innen geneigte Mauerwerk verursachte, führte dies offenbar dazu, dass Zweifel an der Stabilität und damit an der Eignung des Bauwerks als Grabmal aufkamen. Es wurde zunächst versucht, Risse in den Wänden der Gänge mit Gipsmörtel zu kaschieren, später wurden Holzbalken als Stützen in den Kammern angebracht. Edwards argumentierte dagegen, die bauzeitlichen Zedernbalken könnten keine statische Funktion gehabt haben, da sie teilweise im Mörtel aufliegen, sie könnten als Katafalk oder Begräbnisgerüst gedient haben. Möglicherweise genügte die Qualität des Bauwerks nicht für eine Bestattung des Königs, was vermutlich dazu führte, dass er etwas weiter nördlich mit der Roten Pyramide ein weiteres Monument in Auftrag gab. Gleichzeitig dazu betrieb er den Umbau der Meidum-Pyramide zu einer echten Pyramide. Die Knickpyramide selbst wurde mit reduziertem Tempelprogramm fertiggestellt und übernahm vermutlich die Funktion einer Kultpyramide für die nördlich gelegene Rote Pyramide.

## Die Substruktur
Die Innenbauten der Knickpyramide sind insofern einmalig, als hier zwei Zugänge zu zwei separaten Grabkammern angelegt wurden, die miteinander durch einen nachträglich angelegten Gang verbunden sind.

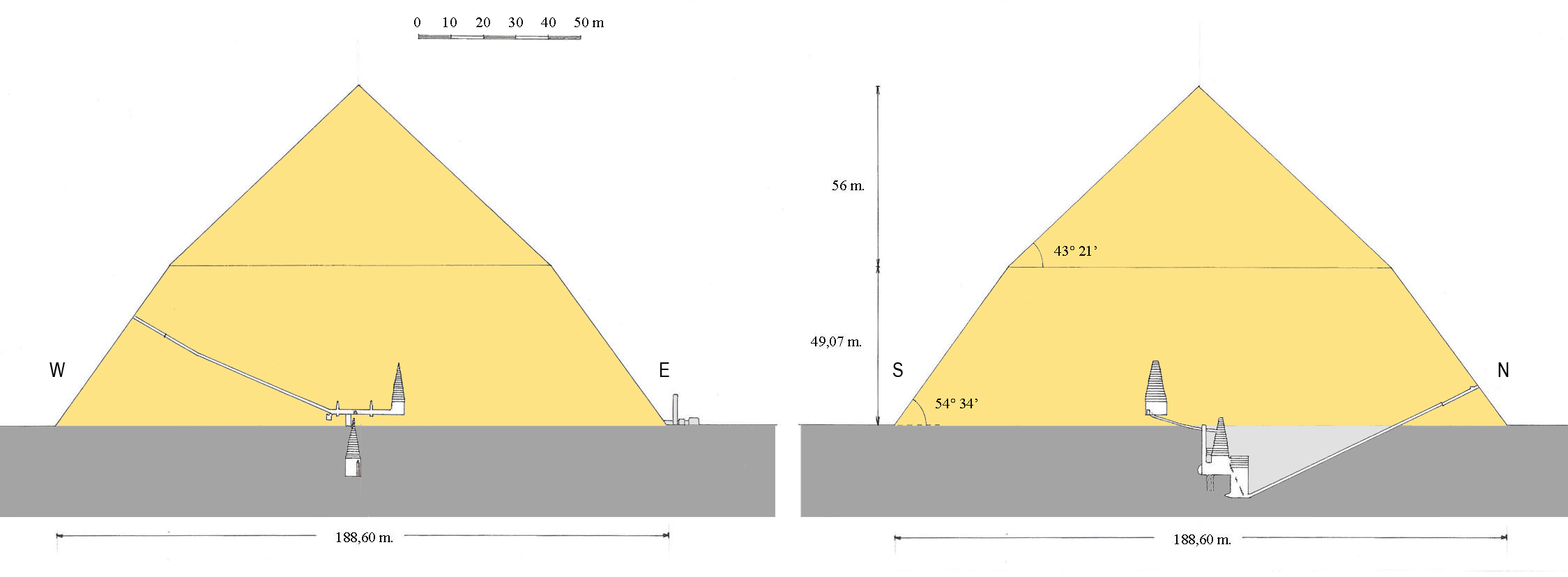
Die beiden Kammersysteme der Knickpyramide

### Unteres Kammersystem

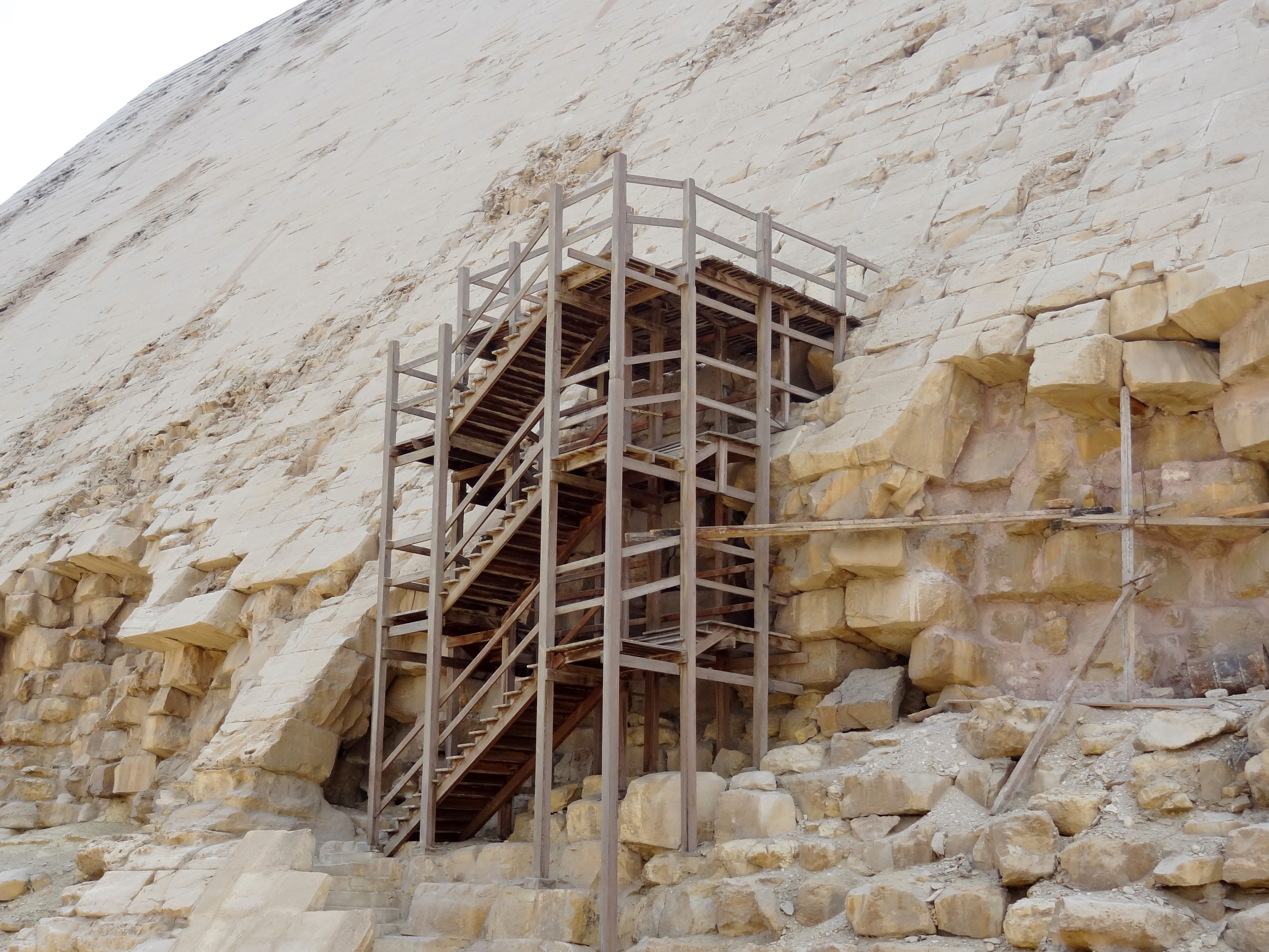
Eingang der Pyramide

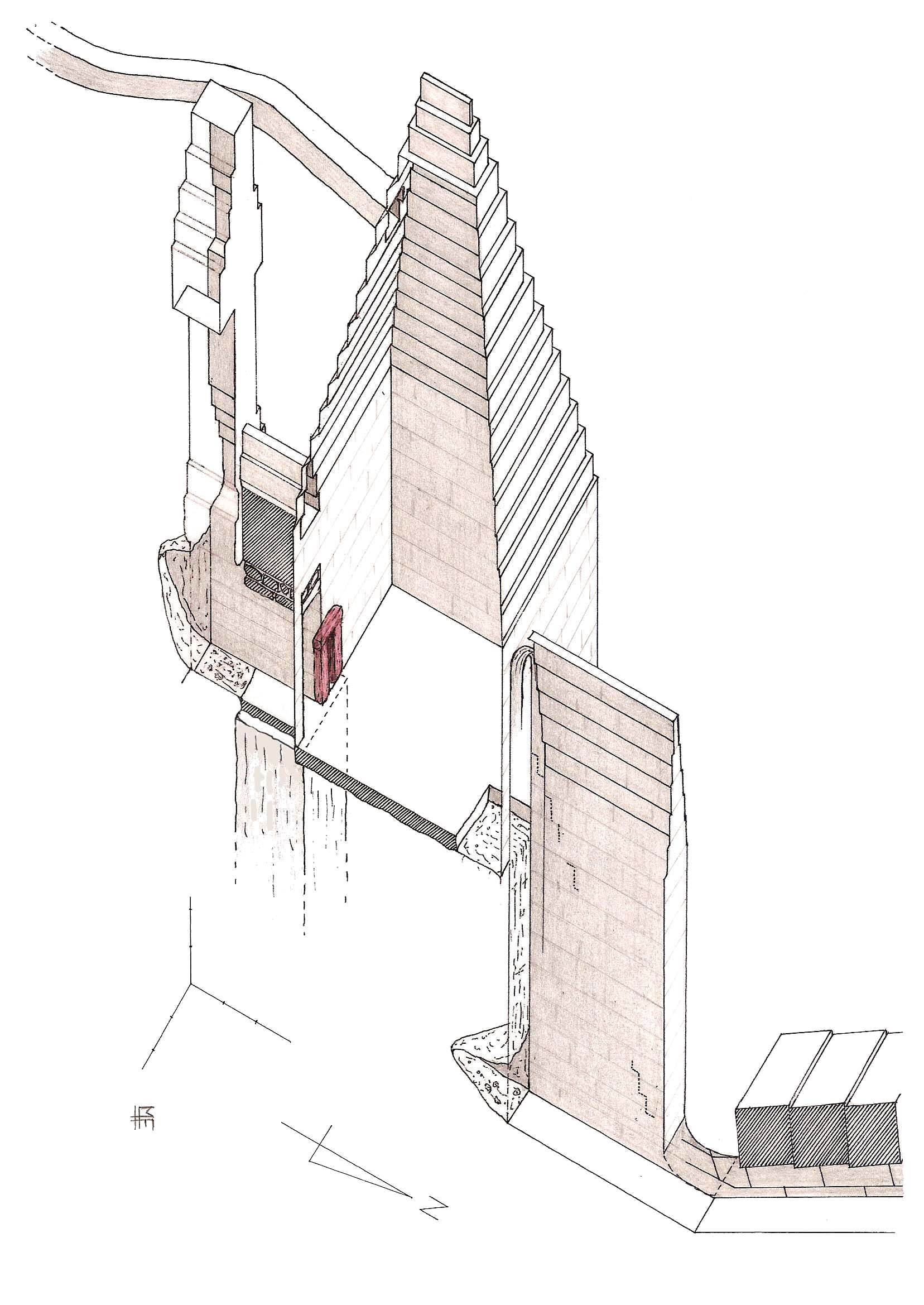
Detailansicht der Kammern des unteren Gangsystems

Ein Eingang liegt in der Mitte der Nordseite, etwa 11,80 m über Bodenniveau. Während der ersten Bauphase lag der Eingang bei etwa 6 m Höhe. Eine 25° steile, 74 m lange Passage mit einer Höhe von 1,05 m und einer Breite von 1,10 m führt abwärts zu einer Vorkammer, die bereits unterirdisch ist. Die Abmessungen der Vorkammer betragen 5,40 m in der Länge und 12,60 m in der Höhe bei einer dem Gang entsprechenden Breite von nur 1,10 m. Die Decke der Vorkammer wird durch ein Kragsteingewölbe aus mächtigen Kalksteinblöcken gebildet.
Über eine steile und schmale Treppe erreicht man in einer Höhe von 6,50 m die eigentliche untere Hauptkammer. Auch diese besitzt eine Decke aus Kragsteinen und ist dadurch 17,20 m hoch, bei einer Grundfläche von 4,96 m × 6,30 m. Es liegen keine Hinweise vor, dass diese Kammer jemals einer Bestattung gedient hat. Auf der südlichen Seite des Kraggewölbes mündet der Verbindungsgang zum oberen Kammersystem in einer Höhe von ungefähr 12 m. Eine kurze Passage mündet in einen vertikalen Schacht, der genau auf der Pyramidenachse liegt. Dieser Schacht wird zumeist als „Kamin“ bezeichnet. Der Schacht schließt oben mit einem kleinen Kraggewölbe ab. Einige Meter über dem kurzen Zugang zum Schacht befindet sich ebenfalls zur Druckentlastung ein kleines Kraggewölbe, das zur unteren Hauptkammer offen ist.

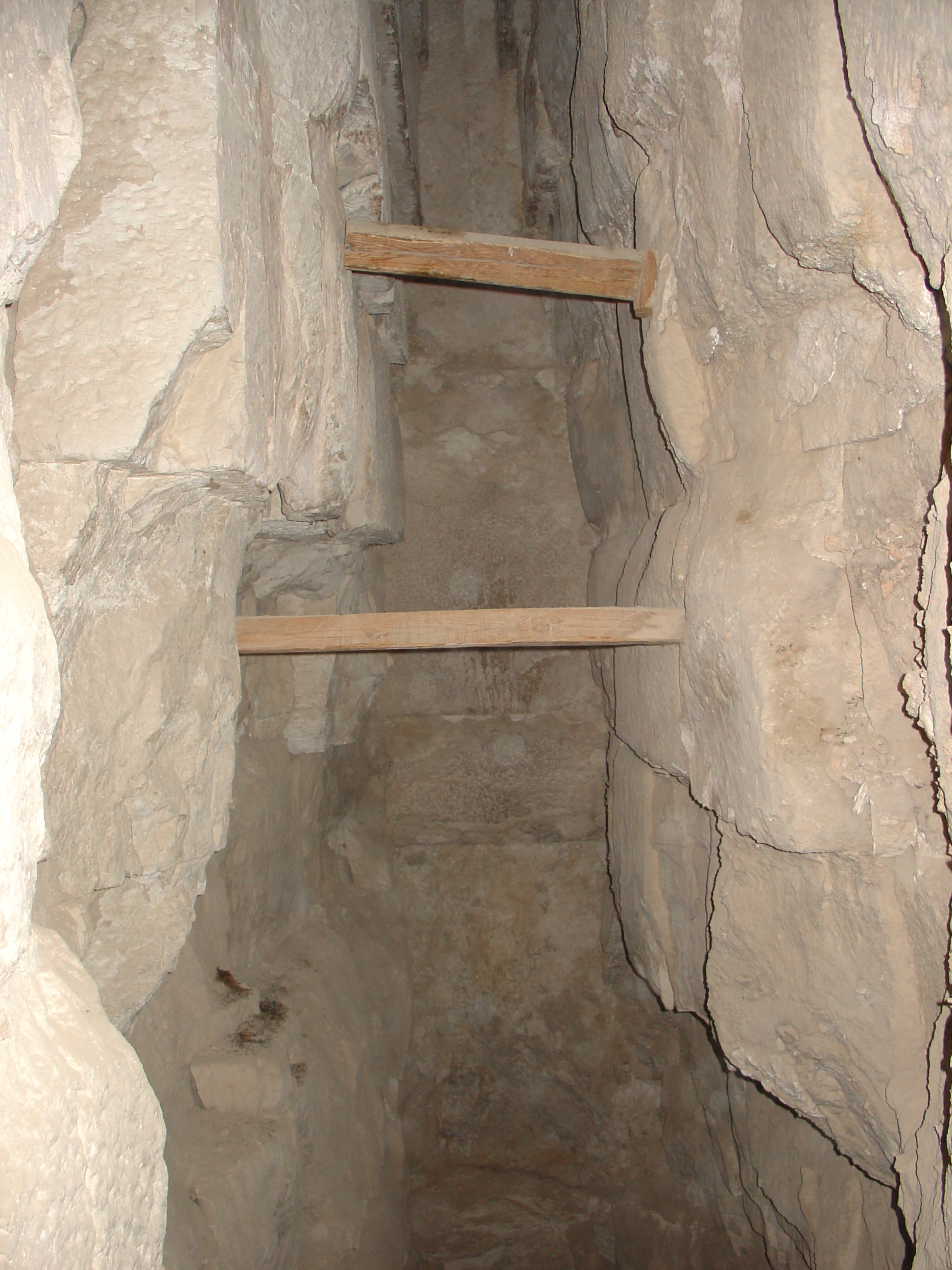
Kraggewölbe der unteren Vorkammer
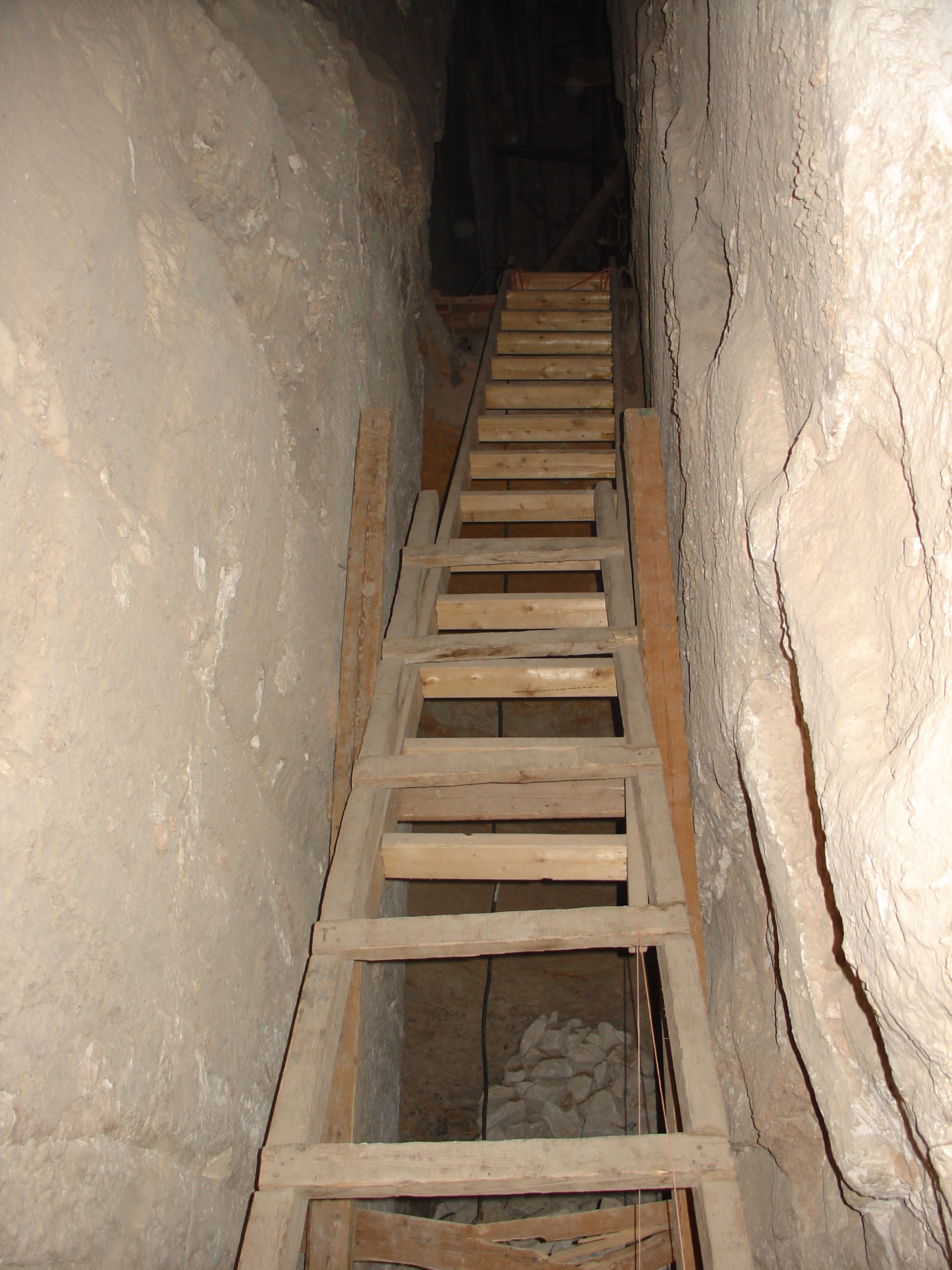
Leiter zum Durchgang zur unteren Hauptkammer
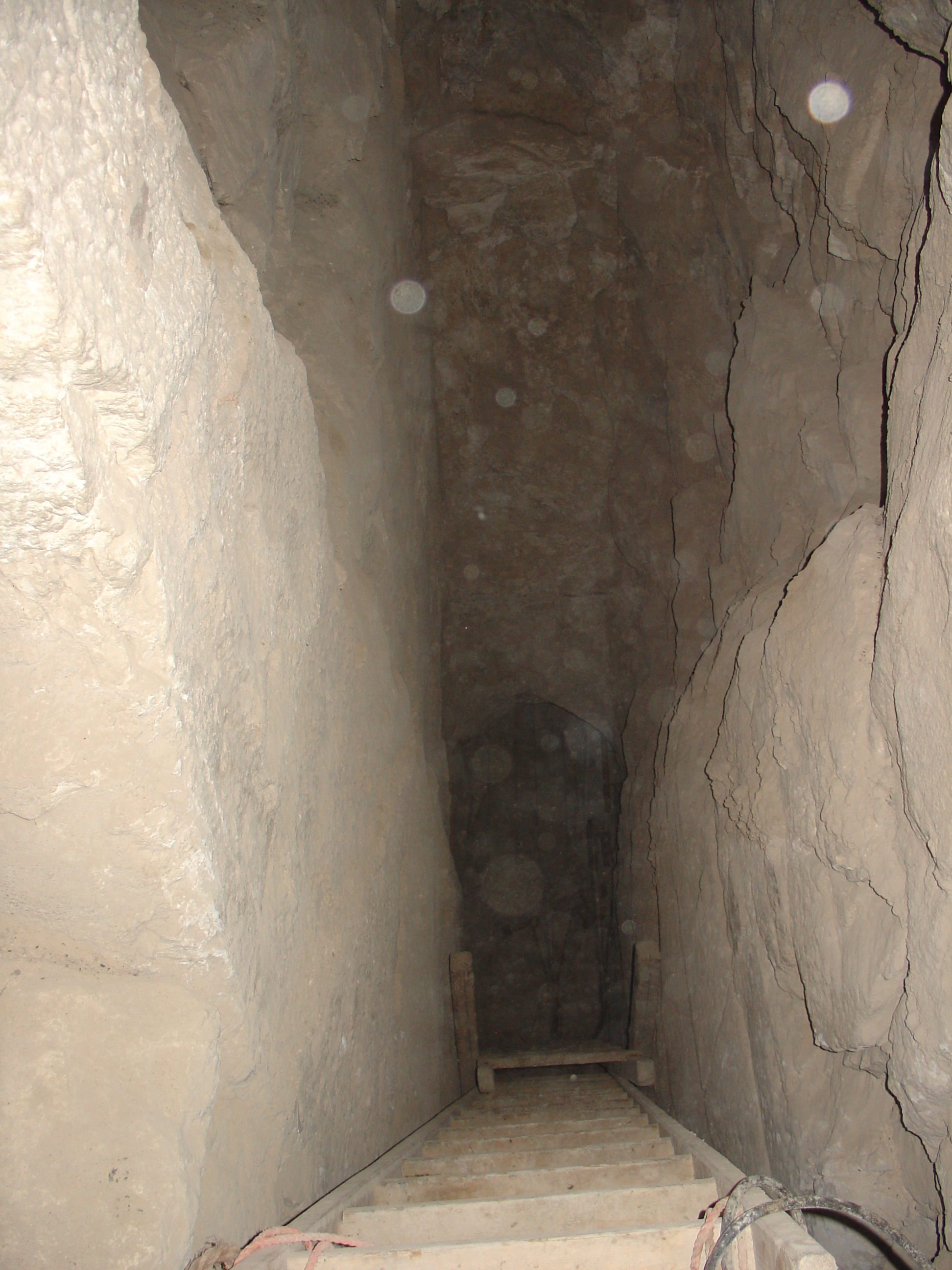
Blick von der unteren Hauptkammer in die Vorkammer
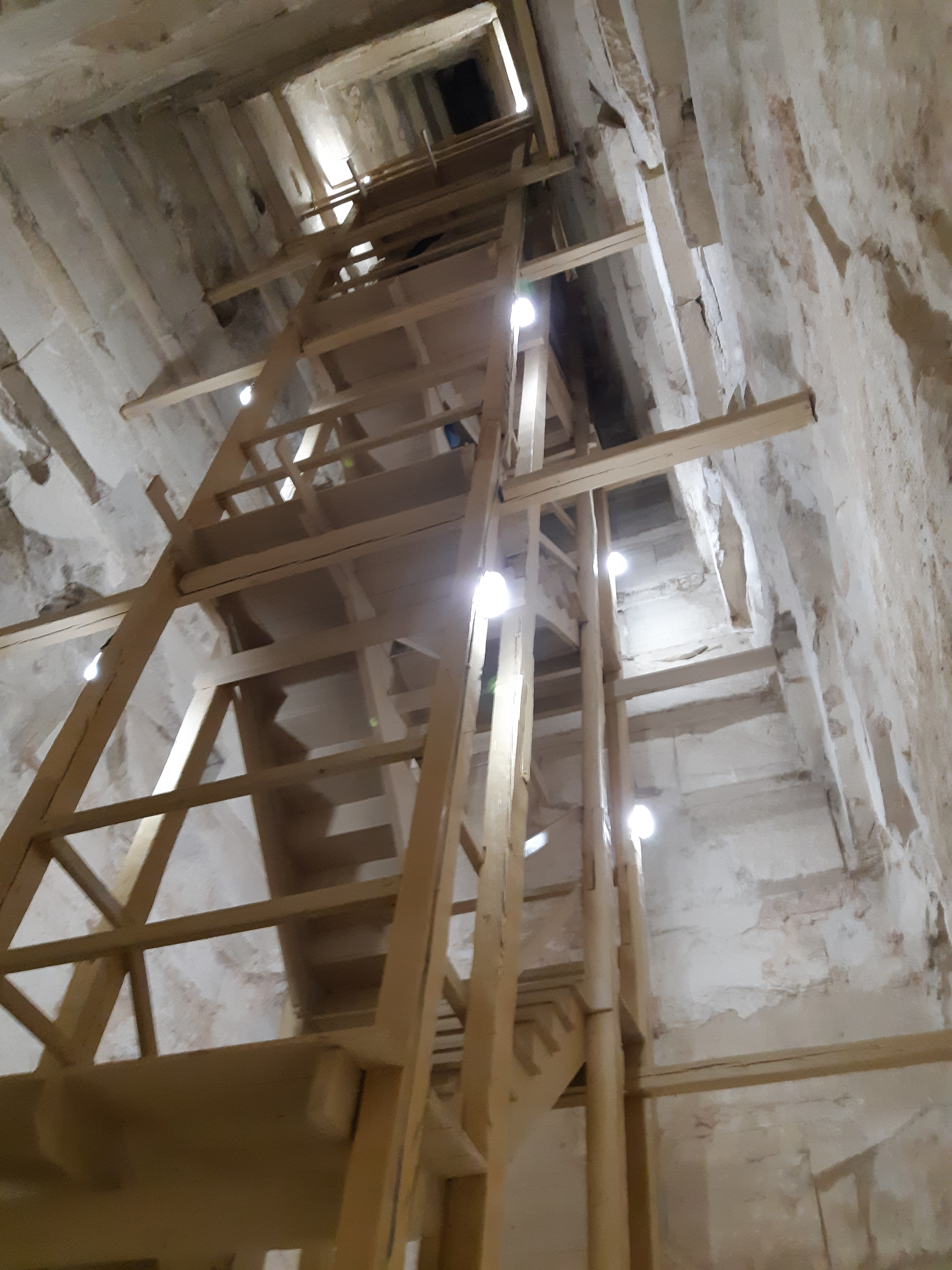
Vertikaler Durchgang zu den Innenräumen der Pyramide
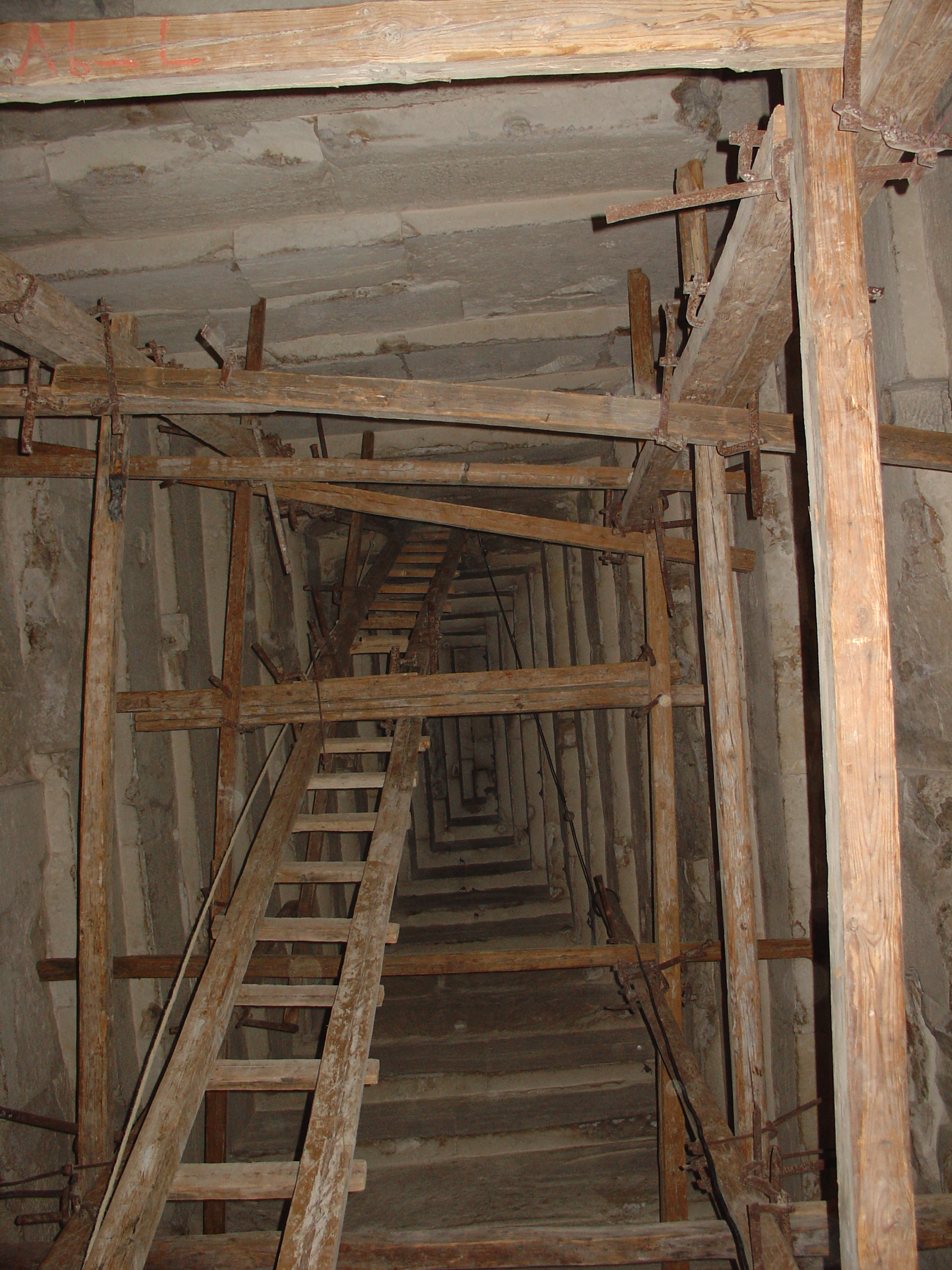
Hauptkammer des unteren Kammersystems. Das Gerüst und die Leitern sind modern.

### Oberes Kammersystem

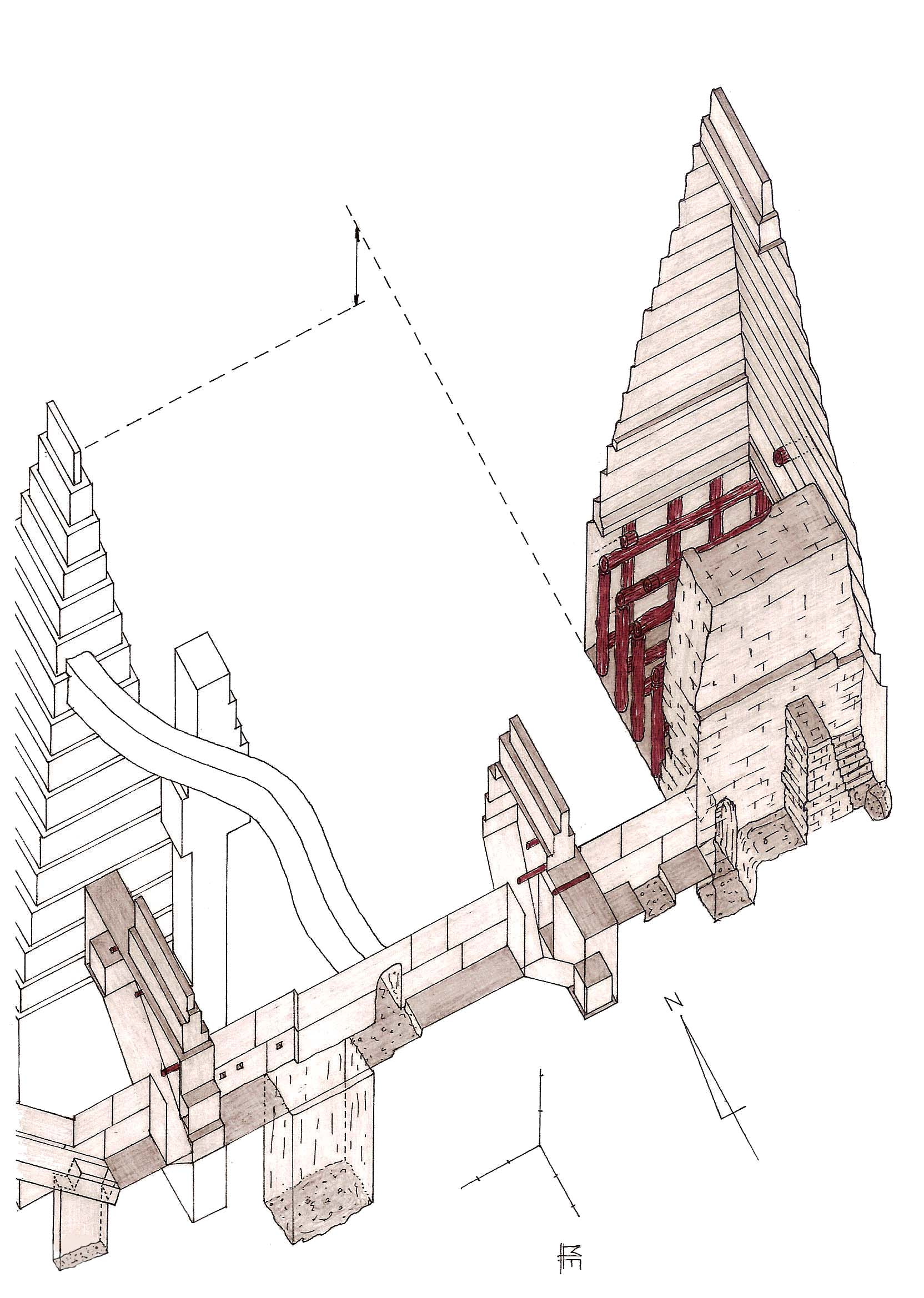
Detailansicht der Grabkammer des oberen Gangsystems und des Verbindungsgangs zur unteren Hauptkammer

In 33,32 m Höhe auf der Westseite liegt der zweite Eingang. Eine 67,66 m lange Passage führt abwärts. Am Ende des abfallenden Gangs ist eine kleine Grube, die möglicherweise als Schutz vor eindringendem Regenwasser während des Baus diente. Auf dem letzten Teilstück vor der oberen Grabkammer ist der nun waagerechte, etwa 20 m lange Gang mit zwei Sperren versehen.
Die Verschlusssysteme sind einzigartig, da sie nicht aus den üblichen Fallsteinsperren, sondern aus Kammern mit einer schrägen Ebene bestanden, auf der der Sperrstein in Position rutschen konnte. Zwischen den beiden Sperrsystemen befindet sich ein  Schacht mit der vollen Breite des Gangs. Die Sperrsteinkammern sind wie alle Kammern mit Kraggewölben versehen. Das äußere der beiden Verschlusssysteme war verschlossen. Der Sperrstein befindet sich noch heute in Position, ist aber mit einer rechteckigen Öffnung durchbrochen. Der innere Verschlussmechanismus wurde nie geschlossen. Dessen Verschlussstein wird durch einen Holzbalken noch immer in der offenen Position gehalten.

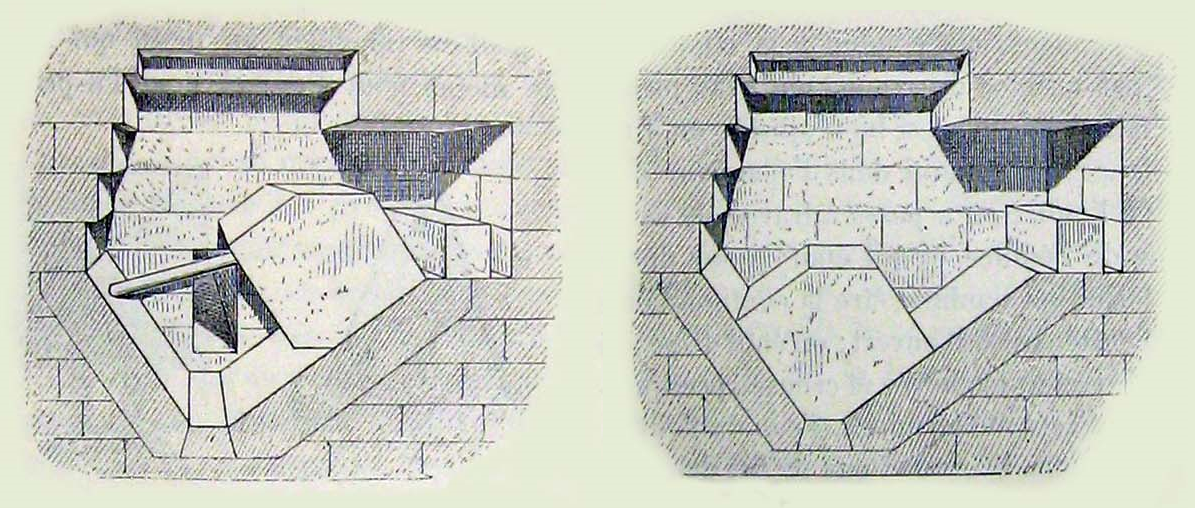
Verschlusssystem des oberen Kammersystems im offenen und geschlossenen Zustand (nach Perring)

Diese Grabkammer misst 7,97 m × 5,26 m und ist durch das von allen Seiten gekragte Gewölbe 16,50 m hoch. Die obere Kammer ist offenbar nie fertiggestellt worden, da das Mauerwerk roh belassen und nicht geglättet wurde. Risse in den Kammer- und Gangwänden waren mit Gips kaschiert. Einer der in der Grabkammer vermauerten Blöcke wies Bauarbeitergrafiken mit dem Namen des Snofru auf, womit die Pyramide eindeutig zugeordnet werden konnte.
Ein Sarkophag wurde nicht gefunden, jedoch war der untere Teil der Kammer ausgemauert und es wurden Reste von Zedernbalken gefunden. Vito Maragioglio und Celeste Rinaldi vertraten die Ansicht, dass die Ausmauerung entweder einen Sockel für einen Sarg darstellte, oder als Sarkophagersatz für einen hölzernen Sarg dienen sollte. Nach Rainer Stadelmann können sowohl das Mauerwerk als auch die Balken der Vorbereitung der Glättung des Kraggewölbes oder zur Abstützung der Kammer gegen einen drohenden Einsturz gedient haben.
Stadelmann vermutet, dass der westliche Eingang erst während des Baus eingeplant wurde, da man möglicherweise bereits zu jenem Zeitpunkt mit Senkungsproblemen im unteren Kammersystem zu kämpfen hatte. Somit hätte der „Kamin“ den ursprünglich geplanten Zugang zur Grabkammer darstellen sollen.
Der Gang des oberen Kammersystems war bis in die 1950er-Jahre verschlossen und nur durch den Verbindungsgang vom unteren Kammersystem erreichbar. Es wurde erst bei der damaligen Erforschung zur Außenseite der Pyramide hin geöffnet.

### Verbindungsgang
Beide Grabkammern sind durch einen 0,74 m breiten und 0,92 m hohen, leicht gewundenen, abfallenden Tunnel verbunden, der zwischen den Sperren vor der oberen Kammer begann und hoch im Kragsteingewölbe der unteren Kammer endete. Dieser Gang wurde erst nachträglich in das Mauerwerk gehauen und zeugt von einer genauen Kenntnis der Lage der Kammern. Vermutlich sollte er das obere Gangsystem mit dem Kaminschacht des unteren Systems verbinden. Dieser Schacht wurde offenbar knapp verfehlt und der Gang endete im oberen Kraggewölbe der unteren Hauptkammer.

## Der Pyramidenkomplex
| Elemente des Pyramidenkomplexes |                                                                                       |
| Plan des Pyramidenkomplexes     | 1. Knickpyramide 2. Nebenpyramide 3. Pyramidentempel 4. Aufweg 5. Tempel im Snofrutal |

Der gesamte Pyramidenkomplex ist von einer Kalksteinmauer mit quadratischem Grundriss und 298,55 m Seitenlänge umgeben, die in einer Ausbuchtung auch eine kleinere Nebenpyramide mit einschloss.

### Pyramidentempel
Vor der Ostseite der Knickpyramide, an der Stelle, wo sich im Normalfall ein ausgedehnter Totentempel befindet, befand sich eine kleine Kapelle mit zwei 9 m hohen Kalksteinmonolithen mit den Namen des Königs. Der Rest einer dieser Stelen befindet sich heute im Garten des ägyptischen Museums in Kairo. Da die Pyramide wahrscheinlich nicht zur Bestattung des Königs diente, war der vollständige Totentempel hier nicht notwendig, so dass nach der Fertigstellung der Pyramide als Kenotaph- oder Kultpyramide nur eine kleine Kultstätte errichtet wurde. Der für den Totenkult notwendige Tempel befand sich an der Roten Pyramide.
Im Laufe der Zeit wurde die kleine Kapelle mit Lehmziegelmauern umgeben und zu einem kleinen Tempel ausgebaut. Aus dem Mittleren Reich sind Renovierungsarbeiten an dem Tempel nachgewiesen, was ein Fortdauern des Snofru-Kults über lange Zeit hinweg bezeugt.

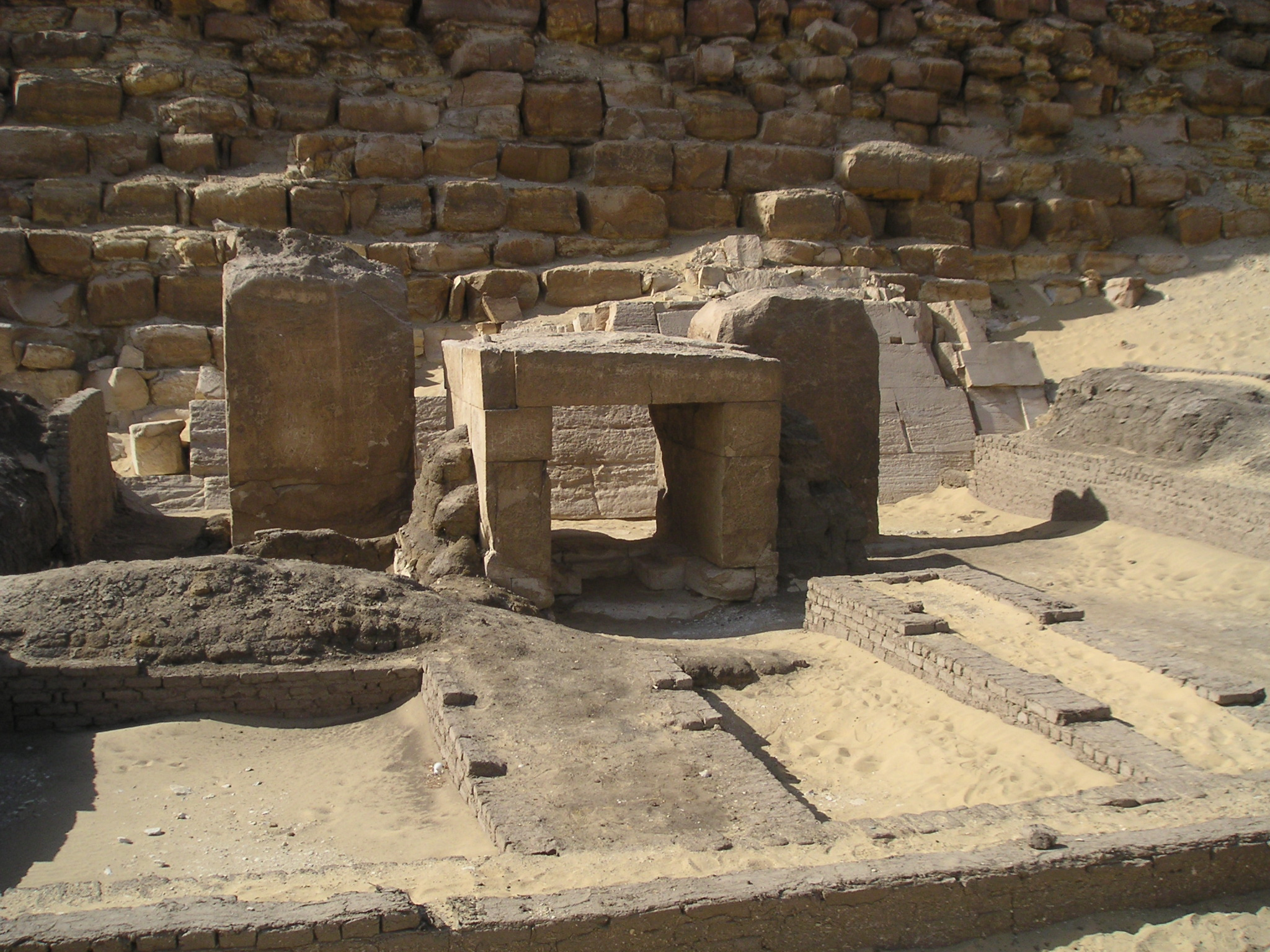
Überreste des Pyramidentempels auf der Ostseite
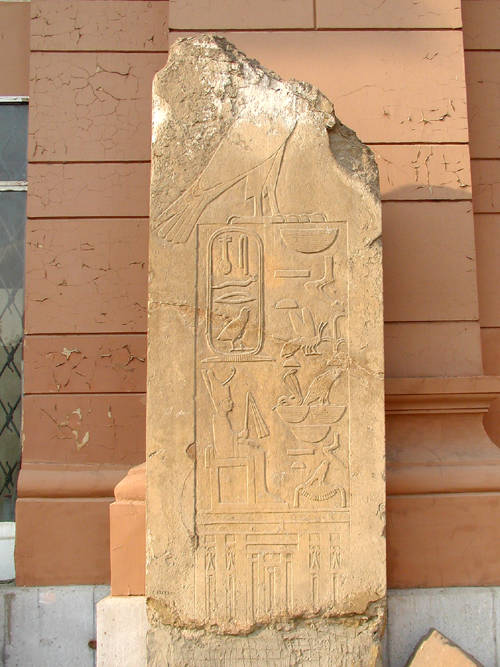
Stele aus der Kapelle der Knickpyramide mit dem Namen des Snofru (heute im ägyptischen Museum, Kairo)
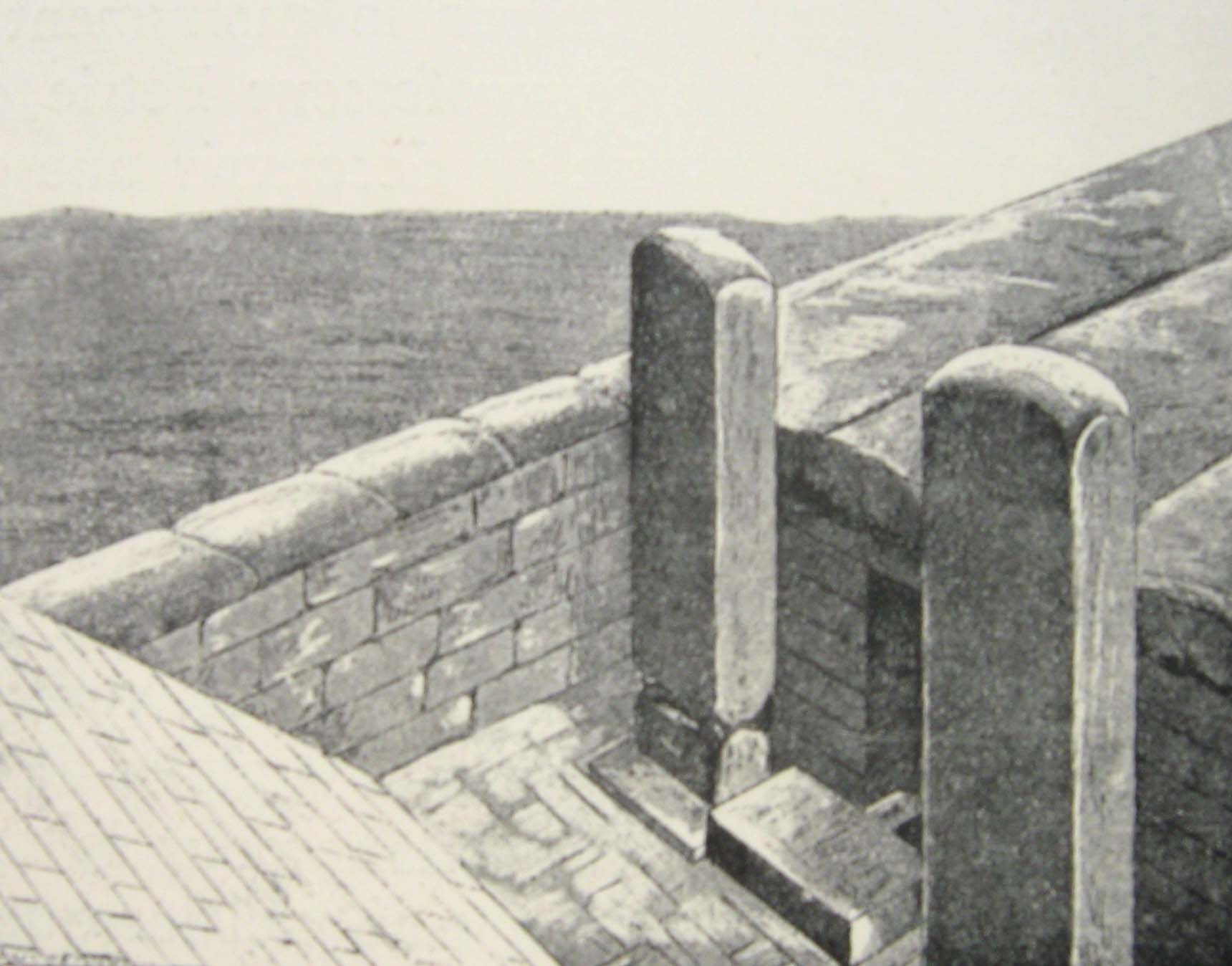
Rekonstruktion der Stelen und der Kapelle (Gaston Maspero, 1930)

### Nebenpyramide
Auf der Südseite des Pyramidenkomplexes befindet sich eine Nebenpyramide von 53 m Basislänge und einer Höhe von 32 m. Die Seitenneigung beträgt, wie im oberen Teil der Knickpyramide, 43°. Genau wie dort wurde Mauerwerk in horizontalen Lagen verwendet, was darauf hindeutet, dass die Nebenpyramide in der letzten Bauphase oder danach errichtet wurde. Im Gegensatz zur Hauptpyramide ist die Verkleidung aus Tura-Kalkstein weitgehend verloren. Dadurch ist das Gesamtbild der Nebenpyramide sehr durch Erosion geprägt.
Sie ist die größte Nebenpyramide aller ägyptischen Pyramidenkomplexe und außerdem die einzige, die eine komplexe Substruktur besitzt.
Die Nebenpyramide wurde von Herbert Ricke ursprünglich für das Grab der Königin Hetepheres I. gehalten. Die heutige Pyramidenforschung erkennt in diesem Bau eine Kultpyramide (Rainer Stadelmann), zumal der gesamte Bezirk der Knickpyramide als Stätte für den Königskult umfunktioniert wurde und es keine Hinweise auf eine Bestattung gibt.

#### Substruktur der Nebenpyramide

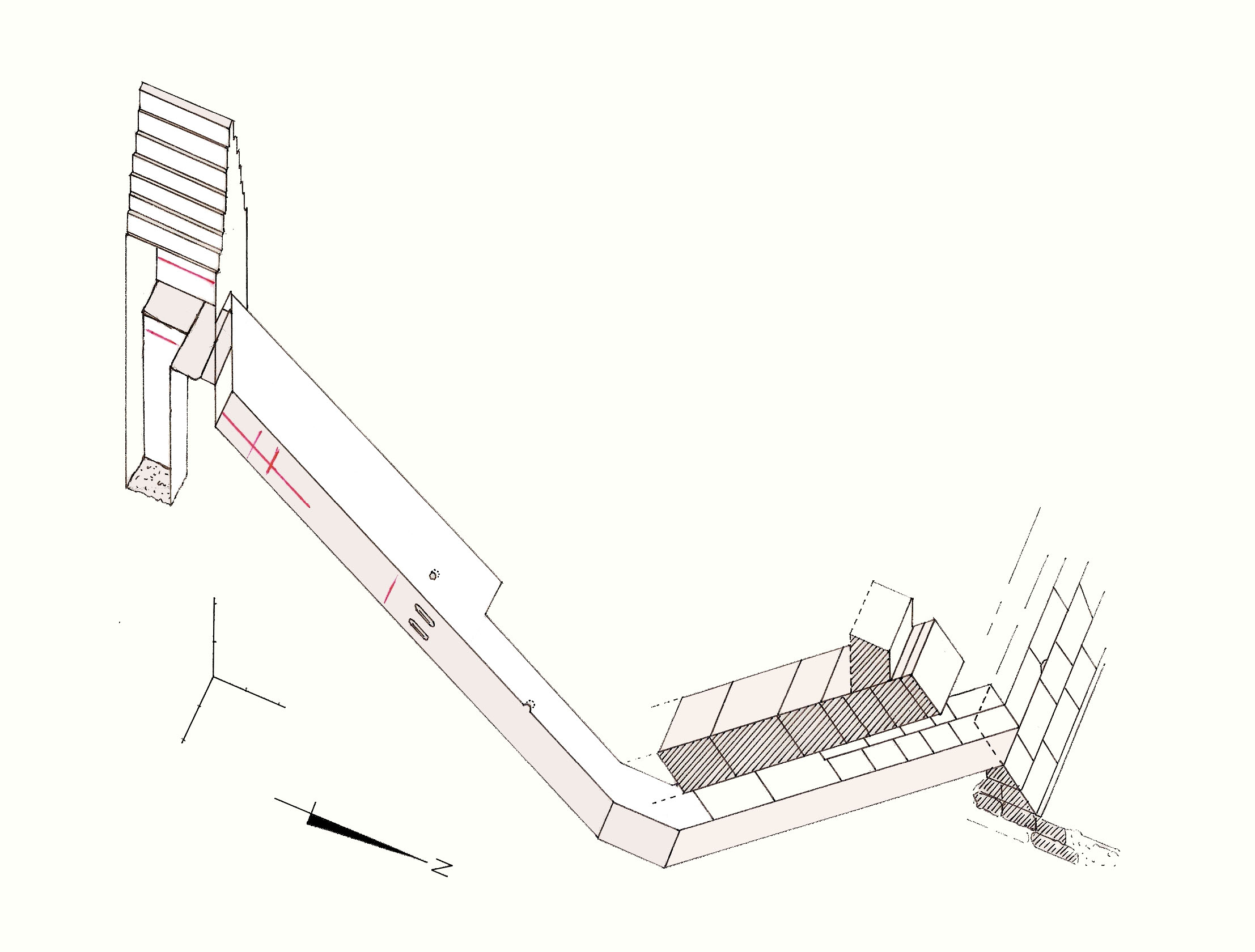
Substruktur der Kultpyramide

Von einem Eingang in etwa 2 m Höhe an der Ostseite der Nebenpyramide verläuft ein absteigender Gang etwa 10 m in den Untergrund. Von dort führt eine aufsteigende Galerie zur Hauptkammer. Diese aufsteigende Galerie stellt das direkte Vorbild der großen Galerie der Cheops-Pyramide en miniature dar.
Die aufsteigende Galerie führt zu einer Kammer mit einer Bodenhöhe etwa 7 m über dem Umgebungsniveau, womit sie als einzige Kammer einer Nebenpyramide im Pyramidenkorpus selbst liegt. Die Kammer ist ebenso wie die der Hauptpyramide mit einem Kraggewölbe versehen. Bei einer Länge von nur 1,6 m ist eine Bestattung in dieser ausgeschlossen, sodass die Nebenpyramide sicher als Kultpyramide identifiziert werden kann.

#### Opferstätte der Nebenpyramide
Auf der Ostseite der Kultpyramide befand sich eine kleine Opferstätte. Diese besaß einen Alabaster-Altar und war von zwei je 5 m hohen monolithischen Steinstelen flankiert.

### Aufweg
Ein über 700 m langer Aufweg führt vom Pyramidenbezirk zum Taltempel. Der Aufweg war mit Wänden aus Kalkstein eingefasst. Eine Überdachung des Aufwegs konnte nicht festgestellt werden. Im Gegensatz zu den meisten anderen Pyramidenkomplexen mündet der Aufweg in der Nordseite der Umfassungsmauer.

### Tempel im Snofrutal

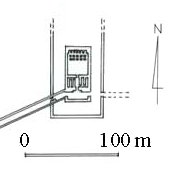
Tempel im Snofrutal

Auf etwa halben Weg zwischen der Pyramide und dem Taltempel befand sich der Tempel im Snofrutal. Es handelt sich um einen Rechteckbau, der mit einer Mauer umschlossen war. Der Eingang zum Tempelareal befand sich auf der südlichen Ostseite. Auf der gegenüberliegenden Westseite mündete der Aufweg zur Pyramide. Der eigentliche Tempeleingang war in der Südmauer. Von dort gelangte man in eine Vorkammer, von wo auf jeder Seite zwei Magazinkammern erreichbar waren. Durch die Vorkammer erreichte man den Innenhof. An der nördlichen Wand des Hofs befanden sich sechs Nischen mit Statuen des Pharaos, davor zwei Reihen von je fünf rechteckigen Pfeilern. Die Wände des Hofes waren mit Reliefs verziert, Darstellungen der Landgüter des Königs, die ihm opfern. Es ist belegt, dass hier der Kult für und um König Snofru noch im Mittleren Reich vollzogen wurde. Im Zwischenraum zwischen Tempel und Mauer errichteten Priester des Snofru-Kults bis ins Mittlere Reich eine Reihe von Behausungen.
Von diesem Tempel führte ein rund 140 m langer Aufweg zum Taltempel. Neben dem unteren Aufweg wurde das Hafenbecken der Knickpyramide entdeckt, dessen Gründungsniveau etwa 18 Meter ü. d. M. liegt. Darüber hinaus fanden sich Überreste von Arbeiterbaracken sowie innerhalb und außerhalb des Taltempels gelegener Priesterunterkünfte.

### Siedlungsstrukturen
Nördlich des Taltempels der Knickpyramide wurden 2013 durch geomagnetische Aufnahmen Strukturen entdeckt, die auf eine enge Bebauung in diesem Gebiet hinweisen. Insbesondere ein etwa 300 Meter mal 200 Meter großes Areal weist zahlreiche quadratische und rechteckige Parzellen auf, die sich an zwei Straßen gruppieren.
Nachdem bereits eine Gartenanlage ausgegraben wurde, konnten 2018 Reste eines 30 × 35 m großen Gebäudes freigelegt werden. Dessen Wände waren aus ungebrannten Lehmziegeln errichtet, lehmverputzt und innen mit einem weißen Kalkputz versehen. Der Grundriss dieses Hauses ist reich gegliedert und zeigt im westlichen Inneren einen fast als labyrinthartig zu bezeichnenden Komplex. Im östlichen Bereich schließen sich offene Räumlichkeiten an, im Norden ein offener Hof mit Speichern. Die gefundene Keramik ist zahlreich und in die frühe 4. Dynastie zu datieren. Sie stammt großteils von Bierkrügen, Brotformen und Vorratsgefäßen. Auch trat eine große Anzahl blauer Fayencekacheln verschiedener Größe und Ausführung zu Tage, die großformatigen wohl von Fußböden und Wänden. Die bisher erhellten Umstände weisen klar auf eine längere Nutzungsperiode des Gebäudes hin.

## Bedeutung
Mit dieser Pyramide vollzog sich ein Wandel in der Konzeption altägyptischer Monumentalgrabbauten von der Stufenpyramide zur echten Pyramide. Jedoch zeigten die auftretenden Probleme, dass die Bauweise der bisherigen Bauten nicht problemlos auf den neuen Bautentyp übertragbar war. Anhand der Konzeptionsänderungen, die die Knickpyramide im Laufe ihrer drei Bauphasen erfahren hatte, lässt sich erkennen, wie die damaligen Baumeister auf die auftretenden Probleme reagierten und so experimentell die Bautechniken entwickelten, die für die nachfolgenden Riesenpyramiden notwendig waren.

## Ungeklärte Fragen
Bislang ist nicht eindeutig geklärt, welche der drei Pyramiden Snofrus tatsächlich für dessen Bestattung verwendet wurde, jedoch nehmen die meisten Ägyptologen an, dass die Rote Pyramide die letzte Ruhestätte war, da diese einen vollständigen Totentempel aufwies. Ahmad Fachri geht hingegen davon aus, dass Snofru in der oberen Kammer der Knickpyramide bestattet wurde.
Ebenso fehlt bislang eine zufriedenstellende Erklärung für die beiden Gangsysteme in der Knickpyramide, die in keiner anderen Pyramide wiederholt wurden und für die auch keine zufriedenstellende Theorie im Rahmen der altägyptischen Theologie existiert. Eine Theorie, die das Bauwerk als Ober- und Unterägypten symbolisierende „Doppelpyramide“ mit zwei verschiedenen Neigungen und getrennten Grabsystemen darstellen, ist nicht durch Funde untermauert.